# Пензенская ТЭЦ-2
Пензенская ТЭЦ-2 — тепловая электростанция (теплоэлектроцентраль) Пензенской области России, расположенная в городе Пенза.
Находится рядом с железнодорожной станцией Заречный парк. Входит в состав Пензенского филиала ПАО «Т Плюс». Установленная электрическая мощность станции — 16 МВт, установленная тепловая мощность — 335,5 Гкал/час.
Адрес: Пенза, Первомайский район, микрорайон Южная Поляна, ул.  Калинина, 116Б.

## История и деятельность
8 ноября 1948 года Совет министров СССР принял решение о строительстве в Пензе машиностроительного завода по выпуску судовых дизелей (Пензенский дизельный завод, ныне ОАО «Пензадизельмаш») . Для размещения нового завода на южной окраине города был отведён земельный участок, на котором для обеспечения теплом и электрической энергией самого завода и жилого поселка было решено построить теплоэлектроцентраль (ТЭЦ). Для ускорения строительства завода Совет министров СССР обязал Министерство электростанций  в январе 1952 года обеспечить выдачу технического проекта ТЭЦ и рабочих чертежей.
Технический проект ТЭЦ разработало Ленинградское отделение ГСПИ «Промэнергопроект» (в 1974 году «Промэнергопроект» был преобразован во ВНИПИэнергопром), в Госплане СССР на 1953 год было предусмотрено выделение для ТЭЦ турбин и котлов для работы на угольном топливе. К концу 1956 года было закончено строительство корпусов и сооружений ТЭЦ, монтаж двух котлов, турбогенератора и электрооборудования. Комплексное опробование работы теплоэлектроцентрали было выполнено в начале сентября 1957 года (с включением  в энергосистему и выдачей электроэнергии). 28 сентября 1957 года Пензенская ТЭЦ была пущена в эксплуатацию. 
В конце декабря 1957 года станция вошла в состав Пензенского энергокомбината и стала обеспечивать теплом и жилые дома этого района города, что увеличило нагрузку на ТЭЦ. В 1964 году государственный производственный комитет по энергетике и электрификации СССР обязал Минское отделение ГСПИ «Промэнергопроект» разработать проектное задание по расширению ТЭЦ-2. Модернизация станции позволила увеличить её мощность по отпуску тепла и улучшить режим работы оборудования.
В начале 1970-х годов основным топливом Пензенской ТЭЦ-2 стал природный газ; расширение и реконструкция станции продолжались вплоть до 1990-х годов. В настоящее время тепловые сети станции имеют протяженность около 150 км.